# Gouvernement Chmyhal
Ukraine
Hontcharouk Svyrydenko
Le gouvernement Chmyhal est le gouvernement de l'Ukraine en fonction du 4 mars 2020 au 17 juillet 2025. Il est dirigé par le Premier ministre d'Ukraine Denys Chmyhal et succède au gouvernement Hontcharouk.

## Coalition et historique

### Formation
Oleksi Hontcharouk présente sa démission et celle du gouvernement le 17 janvier 2020, après la divulgation d'un enregistrement audio où il moque les faibles connaissances en économie du président Zelensky. Ce dernier décide néanmoins de refuser la démission, évoquant un « besoin de stabilité ». Hontcharouk présente cependant à nouveau sa démission le 3 mars suivant. Volodymyr Zelensky l’accepte au motif de mauvais résultats économiques et sociaux dans un contexte de baisse de sa popularité à la suite de scandales entourant des responsables gouvernementaux et des négociations avec la Russie.
Le lendemain, le vice-Premier ministre Denys Chmyhal, lui succède avec un gouvernement comprenant plus de personnalités « expérimentées »,,. La composition de ce gouvernement est annoncée le 4 mars 2020.

### Évolution
Le gouvernement est remanié le 21 mars 2023 avec le remplacement du ministre de l'Éducation et celui des Industries stratégiques.
Début février 2023, à la suite d'un scandale de corruption touchant son ministère, il est envisagé de remplacer le ministre de la Défense Oleksiy Reznikov par le général Kyrylo Boudanov, chef du renseignement militaire. Le remplacement de Reznikov serait le remaniement le plus médiatisé après ce scandale de corruption et l'engagement de Volodymyr Zelensky que l'Ukraine respecte les normes occidentales de bonne gouvernance. Finalement, il est maintenu à son poste et Oleksandr Pavliouk est nommé premier vice-ministre de la Défense. Le 3 septembre 2023, le président Zelensky annonce finalement le remplacement de Reznikov par Roustem Oumierov,.
Le 5 septembre 2024, il est opéré le plus grand remaniement depuis 2022 et le début de l'invasion de l'Ukraine par la Russie. Les changements concernent huit portefeuilles. Outre le ministre des Affaires étrangères Dmytro Kouleba, remplacé par Andrii Sybiha. Pour sa part, Olha Stefanichyna devient également ministre de la Justice, en remplacement de Denys Maliouska.

### Succession
Le 14 juillet 2025, le président ukrainien, Volodymyr Zelensky, annonce son intention de nommer Ioulia Svyrydenko, jusqu'alors vice-Première ministre et ministre de l'Économie, au poste de Premier ministre, tandis que le Premier ministre en fonction, Denys Chmyhal, serait lui nommé à la tête du ministère de la Défense. Le lendemain, le 15 juillet, Denys Chmyhal présente sa démission. 
La nomination de Ioulia Svyrydenko est approuvée par la Rada le 17 juillet 2025, par 262 voix sur 450, puis le reste du gouvernement est confirmé par la suite. Le gouvernement Svyrydenko entre en fonction peu de temps après. 

## Composition

### Initiale (4 mars 2020)
| Fonction                                                                    | Titulaire | Titulaire                                                      | Parti |
| --------------------------------------------------------------------------- | --------- | -------------------------------------------------------------- | ----- |
| Premier ministre                                                            |           | Denys Chmyhal                                                  | Sans  |
| Vice-Premier ministre chargé de l'Intégration européenne                    |           | Vadym Prystaïko                                                | Sans  |
| Vice-Premier ministre Ministre de la Transformation digitale                |           | Mykhailo Fedorov                                               | SN    |
| Vice-Premier ministre chargé des Territoires occupés et de la Réintégration |           | Oleksiy Reznikov                                               | Sans  |
| Ministre de l'Intérieur                                                     |           | Arsen Avakov                                                   | NF    |
| Ministre des Affaires étrangères                                            |           | Dmytro Kouleba                                                 | Sans  |
| Ministre des Affaires des vétérans                                          |           | Serhiy Bessarab                                                | Sans  |
| Ministre de la Jeunesse et des Sports                                       |           | Vadym Houtsait                                                 | SN    |
| Ministre des Finances                                                       |           | Ihor Oumansky                                                  | Sans  |
| Ministre de la Défense                                                      |           | Andriy Taran                                                   | Sans  |
| Ministre de la Politique sociale                                            |           | Maryna Lazebna                                                 | Sans  |
| Ministre de la Justice                                                      |           | Denys Maliouska                                                | SN    |
| Ministre de la Santé                                                        |           | Illia Yemets                                                   | Sans  |
| Ministre de l'Éducation et de la Science                                    |           | Youriy Polioukhovytch (jusqu'au 25/03/2020) Lioubomyra Mandziy | Sans  |
| Ministre de l'Énergie et de l'Environnement                                 |           | Vitaliy Choubine (intérim)                                     | Sans  |
| Ministre des Infrastructures                                                |           | Vladyslav Krykliy                                              | SN    |
| Ministre du Développement économique, du Commerce et de l'Agriculture       |           | Pavlo Koukhta (intérim, jusqu'au 17/03/2020)                   | H     |
| Ministre du Développement économique, du Commerce et de l'Agriculture       |           | Ihor Petrachko                                                 | Sans  |
| Ministre du Développement des communautés et des Territoires                |           | Oleksiy Tchernychov                                            | Sans  |
| Ministre de la Culture et de l'Information                                  |           | Svitlana Fomenko (intérim)                                     | Sans  |
| Ministre, secrétaire général du gouvernement                                |           | Oleh Nemtchinov                                                | Sans  |

### Remaniement du 30 mars 2020
- Les nouveaux ministres sont indiqués en gras, ceux ayant changé d'attributions en italique.

| Fonction                                                                                          | Titulaire | Titulaire                                              | Parti  |
| ------------------------------------------------------------------------------------------------- | --------- | ------------------------------------------------------ | ------ |
| Premier ministre                                                                                  |           | Denys Chmyhal                                          | Sans   |
| Vice-Premier ministre chargé de l'Intégration européenne                                          |           | Vadym Prystaïko                                        | Sans   |
| Vice-Premier ministre Ministre de la Transformation digitale                                      |           | Mykhailo Fedorov                                       | SN     |
| Vice-Premier ministre chargé des Territoires occupés et de la Réintégration                       |           | Oleksiy Reznikov                                       | Sans   |
| Ministre de l'Intérieur                                                                           |           | Arsen Avakov                                           | NF     |
| Ministre des Affaires étrangères                                                                  |           | Dmytro Kouleba                                         | Sans   |
| Ministre des Affaires des vétérans                                                                |           | Serhiy Bessarab                                        | Sans   |
| Ministre de la Jeunesse et des Sports                                                             |           | Vadym Houtsait                                         | SN     |
| Ministre des Finances                                                                             |           | Serhiy Marchenko                                       | Sans   |
| Ministre de la Défense                                                                            |           | Andriy Taran                                           | Sans   |
| Ministre de la Politique sociale                                                                  |           | Maryna Lazebna                                         | Sans   |
| Ministre de la Justice                                                                            |           | Denys Maliouska                                        | SN     |
| Ministre de la Santé                                                                              |           | Maksym Stepanov                                        | Sans   |
| Ministre de l'Éducation et de la Science                                                          |           | Lioubomyra Mandziy (intérim)                           | Sans   |
| Ministre de l'Énergie et de l'Environnement a.i. (jusqu'au 27/05/2020) Ministre de l'Énergie a.i. |           | Vitaliy Choubine (jusqu'au 16/04/2020) Olha Bouslavets | Sans   |
| Ministre de l'Environnement et des Ressources naturelles (à partir du 27/05/2020)                 | Vacant    | Vacant                                                 | Vacant |
| Ministre des Infrastructures                                                                      |           | Vladyslav Krykliy                                      | Sans   |
| Ministre du Développement économique, du Commerce et de l'Agriculture                             |           | Ihor Petrachko                                         | Sans   |
| Ministre du Développement des communautés et des Territoires                                      |           | Oleksiy Tchernychov                                    | Sans   |
| Ministre de la Culture et de l'Information                                                        |           | Svitlana Fomenko a.i.                                  | Sans   |
| Ministre, secrétaire général du gouvernement                                                      |           | Oleh Nemtchinov                                        | Sans   |

### Remaniement du 4 juin 2020
- Les nouveaux ministres sont indiqués en gras, ceux ayant changé d'attributions en italique.

| Fonction                                                                      | Titulaire | Titulaire | Parti |
| ----------------------------------------------------------------------------- | --------- | --- | ----- |
| Premier ministre                                                              |           | Denys Chmyhal | Sans  |
| Vice-Première ministre chargée de l'Intégration européenne et euro-atlantique |           | Olha Stefanichyna | SN    |
| Vice-Premier ministre Ministre de la Transformation digitale                  |           | Mykhailo Fedorov | SN    |
| Vice-Premier ministre chargé des Territoires occupés et de la Réintégration   |           | Oleksiy Reznikov | Sans  |
| Vice-Premier ministre Ministre des Industries stratégiques                    |           | Oleh Ourousky (à partir du 16/07/2020) | Sans  |
| Ministre de l'Intérieur                                                       |           | Arsen Avakov | NF    |
| Ministre des Affaires étrangères                                              |           | Dmytro Kouleba | Sans  |
| Ministre des Affaires des vétérans                                            |           | Serhiy Bessarab (jusqu'au 18/12/2020) Ioulia Lapoutina | Sans  |
| Ministre de la Jeunesse et des Sports                                         |           | Vadym Houtsait | SN    |
| Ministre des Finances                                                         |           | Serhiy Marchenko | Sans  |
| Ministre de la Défense                                                        |           | Andriy Taran | Sans  |
| Ministre de la Politique sociale                                              |           | Maryna Lazebna | Sans  |
| Ministre de la Justice                                                        |           | Denys Maliouska | SN    |
| Ministre de la Santé                                                          |           | Maksym Stepanov | Sans  |
| Ministre de l'Éducation et de la Science                                      |           | Lioubomyra Mandziy (intérim, jusqu'au 25/06/2020) Serhiy Chkarlet (intérim, jusqu'au 17/12/2020)                                                              | Sans  |
| Ministre de l'Énergie                                                         |           | Olha Bouslavets (intérim, jusqu'au 20/11/2020) Iouri Boïko (intérim, jusqu'au 21/12/2020) Iouri Vitrenko (intérim, jusqu'au 29/04/2021) Herman Halouchtchenko | Sans  |
| Ministre de l'Environnement et des Ressources naturelles                      |           | Roman Abramovsky (à partir du 19/06/2020) | Sans  |
| Ministre des Infrastructures                                                  |           | Vladyslav Krykliy | SN    |
| Ministre du Développement économique, du Commerce et de l'Agriculture         |           | Ihor Petrachko | Sans  |
| Ministre du Développement des communautés et des Territoires                  |           | Oleksiy Tchernychov | Sans  |
| Ministre de la Culture et de l'Information                                    |           | Oleksandr Tkatchenko | SN    |
| Ministre de la Politique agraire et de l'Alimentation                         |           | Roman Lechtchenko (à partir du 17/12/2020) | Sans  |
| Ministre, secrétaire général du gouvernement                                  |           | Oleh Nemtchinov | Sans  |

### Remaniement du 20 mai 2021
- Les nouveaux ministres sont indiqués en gras, ceux ayant changé d'attributions en italique.

| Fonction                                                                          | Titulaire | Titulaire                                  | Parti |
| --------------------------------------------------------------------------------- | --------- | ------------------------------------------ | ----- |
| Premier ministre                                                                  |           | Denys Chmyhal                              | Sans  |
| Premier vice-Premier ministre Ministre du Développement économique et du Commerce |           | Oleksiy Lioubtchenko                       | Sans  |
| Vice-Première ministre chargée de l'Intégration européenne et euro-atlantique     |           | Olha Stefanichyna                          | SN    |
| Vice-Premier ministre Ministre de la Transformation digitale                      |           | Mykhailo Fedorov                           | SN    |
| Vice-Premier ministre chargé des Territoires occupés et de la Réintégration       |           | Oleksiy Reznikov                           | Sans  |
| Vice-Premier ministre Ministre des Industries stratégiques                        |           | Oleh Ourousky                              | Sans  |
| Ministre de l'Intérieur                                                           |           | Arsen Avakov (jusqu'au 15/07/2021)         | NF    |
| Ministre de l'Intérieur                                                           |           | Denys Monastyrsky (à partir du 16/07/2021) | SN    |
| Ministre des Affaires étrangères                                                  |           | Dmytro Kouleba                             | Sans  |
| Ministre des Affaires des vétérans                                                |           | Ioulia Lapoutina                           | Sans  |
| Ministre de la Jeunesse et des Sports                                             |           | Vadym Houtsait                             | SN    |
| Ministre des Finances                                                             |           | Serhiy Marchenko                           | Sans  |
| Ministre de la Défense                                                            |           | Andriy Taran                               | Sans  |
| Ministre de la Politique sociale                                                  |           | Maryna Lazebna                             | Sans  |
| Ministre de la Justice                                                            |           | Denys Maliouska                            | SN    |
| Ministre de la Santé                                                              |           | Viktor Liachko                             | Sans  |
| Ministre de l'Éducation et de la Science                                          |           | Serhiy Chkarlet                            | Sans  |
| Ministre de l'Énergie                                                             |           | Herman Halouchtchenko                      | Sans  |
| Ministre de l'Environnement et des Ressources naturelles                          |           | Roman Abramovsky                           | Sans  |
| Ministre des Infrastructures                                                      |           | Oleksandr Koubrakov                        | SN    |
| Ministre du Développement des communautés et des Territoires                      |           | Oleksiy Tchernychov                        | Sans  |
| Ministre de la Culture et de l'Information                                        |           | Oleksandr Tkatchenko                       | Sans  |
| Ministre de la Politique agraire et de l'Alimentation                             |           | Roman Lechtchenko                          | Sans  |
| Ministre, secrétaire général du gouvernement                                      |           | Oleh Nemtchinov                            | Sans  |

### Remaniement du 4 novembre 2021
- Les nouveaux ministres sont indiqués en gras, ceux ayant changé d'attributions en italique.

| Fonction | Titulaire | Titulaire                                                                                 | Parti |
| --- | --------- | ----------------------------------------------------------------------------------------- | ----- |
| Premier ministre |           | Denys Chmyhal                                                                             | Sans  |
| Première vice-Première ministre Ministre du Développement économique et du Commerce                                                               |           | Ioulia Svyrydenko                                                                         | Sans  |
| Vice-Premier ministre Ministre des Industries stratégiques                                                                                        |           | Pavlo Riabikine                                                                           | Sans  |
| Vice-Première ministre chargée de l'Intégration européenne et euro-atlantique                                                                     |           | Olha Stefanichyna                                                                         | SN    |
| Vice-Premier ministre Ministre de la Transformation digitale                                                                                      |           | Mykhailo Fedorov                                                                          | SN    |
| Vice-Première ministre chargée des Territoires occupés et de la Réintégration                                                                     |           | Iryna Verechtchouk                                                                        | SN    |
| Ministre des Infrastructures Vice-Premier ministre Ministre du Développement des communautés, des Territoires et des Infrastructures (02/12/2022) |           | Oleksandr Koubrakov                                                                       | SN    |
| Ministre de l'Intérieur |           | Denys Monastyrsky (tué le 18/01/2023)                                                     | SN    |
| Ministre de l'Intérieur |           | Ihor Klymenko                                                                             | Sans  |
| Ministre des Affaires étrangères |           | Dmytro Kouleba                                                                            | Sans  |
| Ministre des Affaires des vétérans |           | Ioulia Lapoutina                                                                          | Sans  |
| Ministre de la Jeunesse et des Sports |           | Vadym Houtsait                                                                            | SN    |
| Ministre des Finances |           | Serhiy Marchenko                                                                          | Sans  |
| Ministre de la Défense |           | Oleksiy Reznikov                                                                          | Sans  |
| Ministre de la Politique sociale |           | Maryna Lazebna (jusqu'au 19/07/2022) Oksana Jolnovytch                                    | Sans  |
| Ministre de la Justice |           | Denys Maliouska                                                                           | SN    |
| Ministre de la Santé |           | Viktor Liachko                                                                            | Sans  |
| Ministre de l'Éducation et de la Science |           | Serhiy Chkarlet                                                                           | Sans  |
| Ministre de l'Énergie |           | Herman Halouchtchenko                                                                     | Sans  |
| Ministre de l'Environnement et des Ressources naturelles                                                                                          |           | Rouslan Strelets                                                                          | Sans  |
| Ministre du Développement des communautés et des Territoires                                                                                      |           | Oleksiy Tchernychov (jusqu'au 02/11/2022) Vassyl Lozynskiy (intérim, jusqu'au 02/12/2022) | Sans  |
| Ministre de la Culture et de l'Information |           | Oleksandr Tkatchenko                                                                      | SN    |
| Ministre de la Politique agraire et de l'Alimentation                                                                                             |           | Roman Lechtchenko (jusqu'au 24/03/2022)                                                   | Sans  |
| Ministre de la Politique agraire et de l'Alimentation                                                                                             |           | Mykola Solskyi                                                                            | SN    |
| Ministre, secrétaire général du gouvernement |           | Oleh Nemtchinov                                                                           | Sans  |

### Remaniement du 21 mars 2023
- Les nouveaux ministres sont indiqués en gras, ceux ayant changé d'attributions en italique.

| Fonction | Titulaire | Titulaire                                                 | Parti |
| --- | --------- | --------------------------------------------------------- | ----- |
| Premier ministre |           | Denys Chmyhal                                             | Sans  |
| Première vice-Première ministre Ministre du Développement économique et du Commerce                                    |           | Ioulia Svyrydenko                                         | Sans  |
| Vice-Première ministre chargée de l'Intégration européenne et euro-atlantique                                          |           | Olha Stefanichyna                                         | SN    |
| Vice-Premier ministre chargé de l'Éducation, de la Science et de la Technologie Ministre de la Transformation digitale |           | Mykhailo Fedorov                                          | SN    |
| Vice-Première ministre chargée des Territoires occupés et de la Réintégration                                          |           | Iryna Verechtchouk                                        | SN    |
| Ministre du Développement des communautés, des Territoires et des Infrastructures                                      |           | Oleksandr Koubrakov                                       | SN    |
| Ministre de l'Intérieur                                                                                                |           | Ihor Klymenko                                             | Sans  |
| Ministre des Affaires étrangères                                                                                       |           | Dmytro Kouleba                                            | Sans  |
| Ministre des Affaires des vétérans                                                                                     |           | Ioulia Lapoutina (jusqu'au 09/02/2024) Oleksandr Porkhoun | Sans  |
| Ministre de la Jeunesse et des Sports                                                                                  |           | Vadym Houtsait (jusqu'au 09/11/2023)                      | SN    |
| Ministre de la Jeunesse et des Sports                                                                                  |           | Matvii Bidnyi (intérim)                                   | Sans  |
| Ministre des Finances                                                                                                  |           | Serhiy Marchenko                                          | Sans  |
| Ministre de la Défense                                                                                                 |           | Oleksiy Reznikov (jusqu'au 05/09/2023)                    | Sans  |
| Ministre de la Défense                                                                                                 |           | Roustem Oumierov                                          | H     |
| Ministre de la Politique sociale                                                                                       |           | Oksana Jolnovytch                                         | Sans  |
| Ministre de la Justice                                                                                                 |           | Denys Maliouska                                           | SN    |
| Ministre de la Santé                                                                                                   |           | Viktor Liachko                                            | Sans  |
| Ministre de l'Éducation et de la Science                                                                               |           | Oksen Lissovyi                                            | Sans  |
| Ministre de l'Énergie                                                                                                  |           | Herman Halouchtchenko                                     | Sans  |
| Ministre de l'Environnement et des Ressources naturelles                                                               |           | Rouslan Strelets                                          | Sans  |
| Ministre de la Culture et de l'Information                                                                             |           | Oleksandr Tkatchenko (jusqu'au 28/07/2023)                | SN    |
| Ministre de la Culture et de l'Information                                                                             |           | Rostyslav Karandieyev (intérim)                           | Sans  |
| Ministre de la Politique agraire et de l'Alimentation                                                                  |           | Mykola Solskyi (jusqu'au 14/05/2024)                      | SN    |
| Ministre de la Politique agraire et de l'Alimentation                                                                  |           | Taras Vysotskyi (intérim)                                 | Sans  |
| Ministre des Industries stratégiques                                                                                   |           | Oleksandr Kamychine                                       | Sans  |
| Ministre, secrétaire général du gouvernement                                                                           |           | Oleh Nemtchinov                                           | Sans  |

### Remaniement du 5 septembre 2024
- Les nouveaux ministres sont indiqués en gras, ceux ayant changé d'attributions en italique.

| Fonction | Titulaire | Titulaire                                       | Parti |
| --- | --------- | ----------------------------------------------- | ----- |
| Premier ministre |           | Denys Chmyhal                                   | Sans  |
| Première vice-Première ministre Ministre du Développement économique et du Commerce                                    |           | Ioulia Svyrydenko                               | Sans  |
| Vice-Première ministre chargé de l'Intégration européenne et euro-atlantique Ministre de la Justice                    |           | Olha Stefanichyna                               | SN    |
| Vice-Premier ministre chargé de l'Éducation, de la Science et de la Technologie Ministre de la Transformation digitale |           | Mykhailo Fedorov                                | SN    |
| Vice-Premier ministre chargée des Territoires occupés et de la Réintégration                                           |           | Anatoli Stelmakh (intérim, jusqu'au 03/12/2025) | Sans  |
| Vice-Premier ministre Ministre de l'Unité nationale                                                                    |           | Oleksiy Tchernychov (à partir du 03/12/2025)    | Sans  |
| Ministre du Développement des communautés, des Territoires et des Infrastructures                                      |           | Oleksiy Kouleba                                 | SN    |
| Ministre de l'Intérieur                                                                                                |           | Ihor Klymenko                                   | Sans  |
| Ministre des Affaires étrangères                                                                                       |           | Andrii Sybiha                                   | Sans  |
| Ministre des Affaires des vétérans                                                                                     |           | Nataliya Kalmykova                              | Sans  |
| Ministre de la Jeunesse et des Sports                                                                                  |           | Matvii Bidnyi                                   | Sans  |
| Ministre des Finances                                                                                                  |           | Serhiy Marchenko                                | Sans  |
| Ministre de la Défense                                                                                                 |           | Roustem Oumierov                                | H     |
| Ministre de la Politique sociale                                                                                       |           | Oksana Jolnovytch                               | Sans  |
| Ministre de la Santé                                                                                                   |           | Viktor Liachko                                  | Sans  |
| Ministre de l'Éducation et de la Science                                                                               |           | Oksen Lissovyi                                  | Sans  |
| Ministre de l'Énergie                                                                                                  |           | Herman Halouchtchenko                           | Sans  |
| Ministre de l'Environnement et des Ressources naturelles                                                               |           | Svitlana Hrynchuk                               | Sans  |
| Ministre de la Culture et de l'Information                                                                             |           | Mykola Totchytskyi                              | Sans  |
| Ministre de la Politique agraire et de l'Alimentation                                                                  |           | Vitaly Koval                                    | SN    |
| Ministre des Industries stratégiques                                                                                   |           | Herman Smetanine                                | Sans  |
| Ministre, secrétaire général du gouvernement                                                                           |           | Oleh Nemtchinov                                 | Sans  |